# روبرت بونتين كنينجهام غراهام
روبرت بونتين كنينجهام غراهام (بالإسبانية: Robert Cunninghame Graham) (و. 1852 – 1936 م) هو مستكشف، ولغوي، وسياسي، ومؤرخ، ومترجم، وصحفي، وكاتب سير من إسبانيا، والمملكة المتحدة، والمملكة المتحدة لبريطانيا العظمى وأيرلندا، ولد في لندن، كان عضوًا في الحزب القومي الاسكتلندي، وكان عضوًا في الحزب الليبرالي، توفي في بوينس آيرس، عن عمر يناهز 84 عاماً، بسبب ذات الرئة.

## مناصب
تولى منصب عضو برلمان المملكة المتحدة الـ24 (1 يوليو 1886–28 يونيو 1892)
.

## التعليم
تعلم في مدرسة هرو
.